# 조달호
조달호(1947년 2월 26일 ~ 2007년 7월 26일)는 대한민국의 성우이다. 1967년 KBS 9기로 입사했으며 한국방송 성우극회 소속.

## 주요 출연작품

### 애니메이션
- 왈가닥 작은 아씨 (KBS)
- 신밧드의 모험 (KBS)
- 백설공주 (KBS) - 배트
- 아벨탐험대 (KBS) - 바라모스
- 신데렐라 (KBS) - 피에르 / 한스 / 의사 / 조호 / 집배원
- 무적의 왕자 라이온 (KBS) - 멈-라

### 영화
- 시네마 천국 (KBS) - 마을 사람(타노 시마로사)
- 경찰서를 털어라 (KBS)
- 스트레이트 스토리 (KBS)
- 엘리미네이터 (SBS) - 리브스 (로이 도트리스)
- 쉰들러 리스트 (KBS) - 랍비(에자 다간)
- 프리쳐스 와이프 (KBS) - 오스버트 (렉스 먼슨)
- 피라미드의 공포 (KBS)
- 허드서커 대리인 (KBS) - 이사회 인원(존 와일리) / 우편실 직원(패트릭 크랜쇼)
- 찢어진 커튼 (KBS) - 린트 교수
- 양가휘의 굿바이 차이나 (KBS) - 할아버지
- 탑건 (KBS) - 바이퍼(톰 스커릿)
- 챔프 (KBS)
- 흐르는 강물처럼 (KBS) - 제시의 아버지(프레드 오클랜드)
- 영웅본색 (SBS) - 아호와 아걸의 아버지(전풍)
- 티파니에서 아침을 (KBS) - 골라이틀리(버디 엡슨)
- 사랑과 영혼 (KBS) - 올라도(오지 블런트) / 병원 유령(필 리즈) / 은행 경비원(톰 피네건)
- 델리카트슨 사람들(KBS) - 택시 운전사
- 고백(KBS) - 시몬스(버지스 메러디스)
- 무기여 잘 있거라(KBS) - 의사 선생님(아고스티노 보르가토)
- 사랑은 소리높이(KBS) - 부동산 중개인(조셉 콜랜드)
- 당산대형(SBS) - 정조안의 삼촌(두가정)
- 애니 홀 (KBS) - 할아버지(하이 앤젤)
- 내 이름은 던스턴 (KBS) - 빅터 듀프라우(네이선 데이비스)
- 용형마교 (SBS) - 양충(오가려)
- 야성의 킬리만자로 (KBS) - 세스턴(앨런 커스버트슨)
- 007 유어 아이스 온리 (KBS)
- 하드 레인 (KBS)
- 에디 머피의 골든 차일드 (KBS)
- 머더 1600 (KBS)
- 황야의 결투 (KBS) - 이발사(벤 홀)

### 외화
- 말괄량이 삐삐 (KBS)
- 스필버그의 어메이징 스토리 (KBS)
- 칠협오의 (SBS)